# 乔普达
乔普达（Chopda），是印度马哈拉施特拉邦Jalgaon县的一个城镇。总人口60865（2001年）。

## 人口
该地2001年总人口60865人，其中男性31611人，女性29254人；0—6岁人口8143人，其中男4300人，女3843人；识字率66.66%，其中男性为73.99%，女性为58.74%。